# 盛田淳夫
盛田 淳夫（もりた あつお、1954年 - ）は、日本の実業家。敷島製パン代表取締役社長、日本パン工業会副会長、中部経済同友会代表幹事、中部産業連盟理事。
敷島製パン創業者・盛田善平のひ孫。父は、敷島製パン前社長・盛田慶吉。安倍晋三首相とは成蹊大学アーチェリー部の同窓である。

## 経歴
- 1954年 愛知県名古屋市生まれ[1]
- 1977年 成蹊大学法学部卒業後、日商岩井に入社
- 1982年 父が社長だった敷島製パンに転職[1]
- 1983年～ 同社 取締役・常務・副社長を歴任
- 1998年～ 同社 代表取締役社長就任[1]、日本パン工業会副会長[5]
- 2018年～ 中部経済同友会代表幹事[6]
- 2022年 食品産業功労賞受賞[7]

## 著書
- ゆめのちから 食の未来を変えるパン（2014年12月19日、ダイヤモンド・ビジネス企画） ISBN 4478083568